# Martinsa-Fadesa
Martinsa-Fadesa, S.A. fue una de las grandes empresas inmobiliarias de España, nacida de la fusión entre Fadesa y Martinsa en 2007. En 2008, apenas un año después de su formación, protagonizó el mayor concurso de acreedores de la historia de España con una deuda de 7000 millones de euros. Formaba parte del G-14. En 2011 volvió a entrar en concurso de acreedores. En 2015, tras no llegar a un acuerdo con los bancos acreedores, entra en proceso de liquidación, que se inició en septiembre del mismo año.

## Historia

### Compra de Fadesa
La empresa surgió en 2007 por la fusión de los negocios de Martinsa y de Fadesa, tras la OPA realizada por Martinsa sobre Fadesa por 4.045 millones de euros.

### Concurso de acreedores
En julio de 2008, presentó el concurso de acreedores voluntario, con un pasivo de alrededor de 7000 millones de euros, marcando un récord en la historia de España. El Juzgado de lo Mercantil número 1 de La Coruña fue el encargado de tramitarlo.
Sus principales acreedores fueron entidades financieras españolas:
| Entidad         | Deuda (millones) |
| --------------- | ---------------- |
| Caja Madrid     | 1.000            |
| La Caixa        | 700              |
| Banco Popular   | 400              |
| Caixa Galicia   | 314              |
| Caixa Catalunya | 300              |
| Bancaja         | 230              |
| BBVA            | 225              |
| Banco Santander | 175              |
| CAM             | 150              |
| Unicaja         | 100              |
| Ibercaja        | 100              |

El convenio de acreedores establece dos opciones de pago:
- La primera ofrece un periodo de 8 años para pagar la deuda, más 2 años de prórroga, con el siguiente calendario de pagos:

| Fecha                   | Amortización de deuda |
| ----------------------- | --------------------- |
| 31 de diciembre de 2011 | 0,5%                  |
| 31 de diciembre de 2012 | 0,5%                  |
| 31 de diciembre de 2013 | 1%                    |
| 31 de diciembre de 2014 | 12%                   |
| 31 de diciembre de 2015 | 18%                   |
| 31 de diciembre de 2016 | 25%                   |
| 31 de diciembre de 2017 | 25%                   |
| 31 de diciembre de 2018 | 18%                   |

El 15% de la deuda se convertiría en préstamos participativos.
- La segunda ofrece un periodo de pago de 5 años y una quita del 70%.

El 6 de enero de 2011 salió del concurso de acreedores, después de dos años y medio, tras ser aceptado el convenio por el 73,69% de la masa acreedora. Durante el concurso ha entregado 5.700 viviendas y ha facturado 1.340 millones de euros.
En 2015, los bancos acreedores no aceptan la oferta de saneamiento económico diseñada por la empresa y en septiembre de 2015 empieza su disolución tras ser ordenada por un juez concursal de un juzgado de La Coruña.

## Estados financieros
- Deuda total: 6.905 millones de euros.
- Deuda con entidades financieras: 5.202 millones de euros (3.er Trimestre 2010)

## Accionistas
El accionista que controlaba la empresa era Fernando Martín. Como accionistas minoritarios figuraban cajas de Ahorros (Bancaja y Ahorro Corporación) y grandes empresarios como Dolores Ortega (sobrina de Amancio Ortega) y Jesús Salazar.
| Accionista               | Derecho de voto | Participación                           | Sociedad                 | Participación | Control                             | Sociedad                   | Participación | Control |
| ------------------------ | --------------- | --------------------------------------- | ------------------------ | ------------- | ----------------------------------- | -------------------------- | ------------- | ------- |
| Fernando Martín Álvarez  | 60,033%         |                                         | Femaral, S.L.            | 44,463%       |                                     | -                          | 31,058%       | -       |
| Fernando Martín Álvarez  | 60,033%         | FT Castellana Consultores Inmobiliarios | Femaral, S.L.            | 44,463%       | 12,104%                             |                            |               |         |
| Fernando Martín Álvarez  | 60,033%         | Almarfe                                 | Femaral, S.L.            | 44,463%       | 1,3%                                |                            |               |         |
| Fernando Martín Álvarez  | 60,033%         | Antonio Martín Criado                   | 14,820%                  | cesión        | El Romeral de Antequera             | 7,447%                     |               |         |
| Fernando Martín Álvarez  | 60,033%         | Antonio Martín Criado                   | 14,820%                  | cesión        | Petraxarquia                        | 3,608%                     |               |         |
| Fernando Martín Álvarez  | 60,033%         | Antonio Martín Criado                   | 14,820%                  | cesión        | Grupo Empresarial Antequera, S.L.   | 0,818%                     |               |         |
| Fernando Martín Álvarez  | 60,033%         | Antonio Martín Criado                   | 14,820%                  | cesión        | As de Cultivo y Ganado              | 3,071%                     |               |         |
| Fernando Martín Álvarez  | 60,033%         | -                                       | 0,750%                   | -             |                                     |                            |               |         |
| Mª Dolores Ortega Renedo | 7,096%          |                                         | Marlolan, S.L.           | 6,912%        | 56,67%                              | Aguieira Inversiones, S.L. | 6,912%        | 76,92%  |
| Mª Dolores Ortega Renedo | 7,096%          | Reordo, S.L.                            | 0,184%                   | 56,667%       | Silleiro de Inversiones SICAV, S.A. | 0,097%                     | 66,857%       |         |
| Mª Dolores Ortega Renedo | 7,096%          | Reordo, S.L.                            | 0,184%                   | 56,667%       | Viveiro Inversiones SICAV, S.A.     | 0,087%                     | 92,93%        |         |
| Bancaja                  | 5,975%          |                                         |                          |               |                                     |                            |               |         |
| Ahorro Corporación       | 5,885%          |                                         |                          |               |                                     |                            |               |         |
| Jesús Salazar            | 3,120%          |                                         | Unión de Capitales, S.A. |               |                                     | Task Arenal, S.L.          | 2,354%        |         |

## Filiales
| Filial                     | Situación              |
| -------------------------- | ---------------------- |
| Construcciones Pórtico     | Concurso de acreedores |
| Town Planning Consultores  | Concurso de acreedores |
| Fercler                    | Concurso de acreedores |
| Jafemafe                   | Concurso de acreedores |
| Inomar                     | Concurso de acreedores |
| Inmobiliaria Marplus       | Concurso de acreedores |
| Fadesamex, S.A. de C.V.(1) | Concurso de acreedores |